# Horní Počernice
Horní Počernice – część Pragi. W 2006 zamieszkiwało ją 14 200 mieszkańców.